# Fed Cup 2010
Navigation
Édition précédente Édition suivante
La Fed Cup 2010 est la 48e édition du plus important tournoi de tennis opposant des équipes nationales féminines.
La finale, qui s'est tenue à San Diego les 6 et 7 novembre, a vu l'Italie s'imposer face aux États-Unis (trois points à un).

## Organisation
Organisation inchangée pour cette 48e édition de la Fed Cup avec les groupes mondiaux I et II et les play-offs I et II.
Le groupe mondial I compte huit équipes, les demi-finalistes 2009 et les vainqueurs des play-offs I 2009, qui s'affrontent par élimination directe dans un tableau à trois tours organisés successivement en février, avril et novembre. Les équipes vaincues au premier tour disputent les play-offs I 2010. 
Le groupe mondial II compte également huit équipes, les vaincus des play-offs I 2009 et les vainqueurs des play-offs II 2009, qui s'affrontent en face à face en un seul tour organisé en février. Les vainqueurs participent aux play-offs I 2010 et les vaincus participent aux play-offs II 2010.
Les play-offs I sont organisés en avril les éliminés du premier tour du groupe mondial I et les vainqueurs du groupe mondial II. Les vainqueurs participeront aux rencontres du groupe mondial I de l'édition suivante et les vaincus aux rencontres du groupe mondial II de l'édition suivante.
Les play-offs II opposent quatre équipes issues des compétitions par zone géographiques aux quatre perdants des rencontres du groupe mondial II. Les vainqueurs participent au groupe mondial II de l'édition suivante et les vaincus sont relégués dans les compétitions par zones géographiques.
Toutes les rencontres se déroulent au domicile de l'une ou l'autre des équipes qui, sur un week-end, se rencontrent en face à face au meilleur de cinq matchs (quatre simple et un double).

## Résultats

### Groupe mondial I

#### Tableau
|  | 1/4 de finale 06 - 07 février | 1/4 de finale 06 - 07 février |                    |        | 1/2 finale 24 - 25 avril | 1/2 finale 24 - 25 avril |        |   | Finale 06 - 07 novembre | Finale 06 - 07 novembre |
|  |                               |                               |                    |        |                          |                          |        |   |                         |                         |
|  | Ukraine                       | 1                             |                    |        |                          |                          |        |   |                         |                         |
|  | Italie                        | 4                             |                    |        |                          |                          |        |   |                         |                         |
|  | Italie                        | 4                             |                    | Italie | 5                        |                          |        |   |                         |                         |
|  |                               |                               |                    | Italie | 5                        |                          |        |   |                         |                         |
|  |                               |                               | République tchèque | 0      |                          |                          |        |   |                         |                         |
|  | République tchèque            | 3                             | République tchèque | 0      |                          |                          |        |   |                         |                         |
|  | République tchèque            | 3                             |                    |        |                          |                          |        |   |                         |                         |
|  | Allemagne                     | 2                             |                    |        |                          |                          |        |   |                         |                         |
|  | Allemagne                     | 2                             |                    |        |                          |                          | Italie | 3 |                         |                         |
|  |                               |                               |                    |        |                          |                          | Italie | 3 |                         |                         |
|  |                               | États-Unis                    | 1                  |        |                          |                          |        |   |                         |                         |
|  | Serbie                        | États-Unis                    | 1                  | 2      |                          |                          |        |   |                         |                         |
|  | Serbie                        |                               |                    | 2      |                          |                          |        |   |                         |                         |
|  | Russie                        | 3                             |                    |        |                          |                          |        |   |                         |                         |
|  | Russie                        | 3                             |                    | Russie | 2                        |                          |        |   |                         |                         |
|  |                               |                               |                    | Russie | 2                        |                          |        |   |                         |                         |
|  |                               |                               | États-Unis         | 3      |                          |                          |        |   |                         |                         |
|  | France                        | 1                             | États-Unis         | 3      |                          |                          |        |   |                         |                         |
|  | France                        | 1                             |                    |        |                          |                          |        |   |                         |                         |
|  | États-Unis                    | 4                             |                    |        |                          |                          |        |   |                         |                         |

#### Quarts de finale
| Ukraine - Italie - 1 : 4 Palace of Sports "Lokomotiv", Kharkiv, Ukraine 06 - 07 février, Dur (int.) |                                      |                           |               |
| 1                                                                                                   | Alona Bondarenko                     | Francesca Schiavone       | 6-1, 6-4      |
| 1                                                                                                   | Kateryna Bondarenko                  | Flavia Pennetta           | 5-7, 3-6      |
| 1                                                                                                   | Alona Bondarenko                     | Flavia Pennetta           | 5-7, 6-73     |
| 1                                                                                                   | Kateryna Bondarenko                  | Francesca Schiavone       | 6-2, 1-6, 1-6 |
| 1                                                                                                   | Mariya Koryttseva Viktoriya Kutuzova | Sara Errani Roberta Vinci | 1-6, 3-6      |

| République tchèque - Allemagne - 3 : 2 Brno Exhibition Center (Hall B), Brno, République tchèque 06 - 07 février, Dur (int.) |                              |                                   |               |
| 2 | Lucie Šafářová               | Anna-Lena Grönefeld               | 2-6, 2-6      |
| 2 | Petra Kvitová                | Andrea Petkovic                   | 6-4, 6-4      |
| 2 | Lucie Hradecká               | Andrea Petkovic                   | 6-1, 7-65     |
| 2 | Petra Kvitová                | Anna-Lena Grönefeld               | 6-4, 3-6, 2-6 |
| 2 | Lucie Hradecká Květa Peschke | Anna-Lena Grönefeld Tatjana Malek | 6-1, 6-3      |

| Serbie - Russie - 2 : 3 Belgrade Arena, Belgrade, Serbie 06 - 07 février, Dur (int.) |                              |                                      |               |
| 3                                                                                    | Ana Ivanović                 | Svetlana Kuznetsova                  | 1-6, 4-6      |
| 3                                                                                    | Jelena Janković              | Alisa Kleybanova                     | 4-6, 6-4, 6-0 |
| 3                                                                                    | Jelena Janković              | Svetlana Kuznetsova                  | 6-3, 4-6, 6-3 |
| 3                                                                                    | Ana Ivanović                 | Alisa Kleybanova                     | 2-6, 3-6      |
| 3                                                                                    | Ana Ivanović Jelena Janković | Alisa Kleybanova Svetlana Kuznetsova | 1-6, 4-6      |

| France - États-Unis - 1 : 4 Stade Couvert Regional Lievin, Liévin, France 06 - 07 février, Terre (int.) |                              |                              |           |
| 4 | Alizé Cornet                 | Bethanie Mattek              | 6-77, 5-7 |
| 4 | Pauline Parmentier           | Melanie Oudin                | 4-6, 4-6  |
| 4 | Julie Coin                   | Melanie Oudin                | 6-73, 4-6 |
| 4 | Pauline Parmentier           | Christina McHale             | 6-4, 6-4  |
| 4 | Stéphanie Cohen Alizé Cornet | Liezel Huber Bethanie Mattek | 2-6, 3-6  |

#### Demi-finales
| Italie - République tchèque - 5 : 0 Foro Italico - Stadio "Nicola Pietrangeli", Rome, Italie 24 - 25 avril, Terre (ext.) |                                 |                              |           |
| 5 | Flavia Pennetta                 | Lucie Hradecká               | 6-4, 7-5  |
| 5 | Francesca Schiavone             | Lucie Šafářová               | 6-0, 6-2  |
| 5 | Flavia Pennetta                 | Petra Kvitová                | 7-63, 6-2 |
| 5 | Sara Errani                     | Lucie Hradecká               | 6-4, 6-2  |
| 5 | Sara Errani Francesca Schiavone | Lucie Hradecká Květa Peschke | 6-2, 6-4  |

| États-Unis - Russie - 3 : 2 Birmingham-Jefferson Convention Complex Arena (BJCC Arena), Birmingham (AL), États-Unis 24 - 25 avril, Dur (int.) |                              |                                    |                |
| 6 | Melanie Oudin                | Alla Kudryavtseva                  | 6-3, 6-3       |
| 6 | Bethanie Mattek              | Elena Dementieva                   | 4-6, 3-6       |
| 6 | Melanie Oudin                | Elena Dementieva                   | 6-74, 6-0, 3-6 |
| 6 | Bethanie Mattek              | Ekaterina Makarova                 | 6-4, 2-6, 6-3  |
| 6 | Liezel Huber Bethanie Mattek | Elena Dementieva Alla Kudryavtseva | 6-3, 6-1       |

#### Finale
| États-Unis - Italie - 1 : 3 San Diego Sports Arena, San Diego, États-Unis 06 - 07 novembre, Dur (int.) |                            |                           |           |
| 7 | Coco Vandeweghe            | Francesca Schiavone       | 2-6, 4-6  |
| 7 | Bethanie Mattek            | Flavia Pennetta           | 6-74, 2-6 |
| 7 | Melanie Oudin              | Francesca Schiavone       | 6-3, 6-1  |
| 7 | Coco Vandeweghe            | Flavia Pennetta           | 1-6, 2-6  |
| 7 | Liezel Huber Melanie Oudin | Sara Errani Roberta Vinci | Non joué  |

### Groupe mondial II
| Australie - Espagne - 3 : 2 Memorial Drive, Adélaïde, Australie 06 - 07 février, Dur (ext.) |                               |                                      |               |
| 1                                                                                           | Samantha Stosur               | María José Martínez                  | 2-6, 6-1, 6-4 |
| 1                                                                                           | Casey Dellacqua               | Anabel Medina                        | 2-6, 3-6      |
| 1                                                                                           | Samantha Stosur               | Anabel Medina                        | 6-1, 6-3      |
| 1                                                                                           | Alicia Molik                  | Carla Suárez Navarro                 | 1-6, 1-6      |
| 1                                                                                           | Samantha Stosur Rennae Stubbs | Nuria Llagostera María José Martínez | 6-4, 6-2      |

| Pologne - Belgique - 2 : 3 Hala Sportowo, Widowiskowa "Luczniczka", Bydgoszcz, Pologne 06 - 07 février, Dur (int.) |                              |                              |                |
| 2 | Marta Domachowska            | Yanina Wickmayer             | 6-4, 1-6, 3-6  |
| 2 | Agnieszka Radwańska          | Kirsten Flipkens             | 6-2, 7-65      |
| 2 | Agnieszka Radwańska          | Yanina Wickmayer             | 6-1, 6-76, 5-7 |
| 2 | Marta Domachowska            | Kirsten Flipkens             | 3-6, 6-76      |
| 2 | Klaudia Jans Alicja Rosolska | An-Sophie Mestach Sofie Oyen | 6-3, 3-6, 6-1  |

| Estonie - Argentine - 4 : 1 Tere Sport Tennis Club, Tallinn, Estonie 06 - 07 février, Dur (int.) |                               |                              |          |
| 3                                                                                                | Maret Ani                     | María Irigoyen               | 6-1, 6-2 |
| 3                                                                                                | Kaia Kanepi                   | Paula Ormaechea              | 6-1, 7-5 |
| 3                                                                                                | Kaia Kanepi                   | Aranza Salut                 | 6-1, 6-1 |
| 3                                                                                                | Maret Ani                     | Paula Ormaechea              | 6-2, 6-3 |
| 3                                                                                                | Margit Ruutel Anett Schutting | Mailen Auroux María Irigoyen | 5-7, 4-6 |

| Slovaquie - Chine - 3 : 2 Sibamac Arena, National Tennis Centre, Bratislava, Slovaquie 06 - 07 février, Dur (int.) |                                    |                          |          |
| 4 | Dominika Cibulková                 | Han Xinyun               | 6-1, 6-4 |
| 4 | Daniela Hantuchová                 | Zhang Shuai              | 6-0, 6-1 |
| 4 | Dominika Cibulková                 | Zhang Shuai              | 6-4, 6-1 |
| 4 | Kristína Kučová                    | Han Xinyun               | 1-6, 1-6 |
| 4 | Dominika Cibulková Kristína Kučová | Lu Jing-Jing Zhang Shuai | 3-2, ab. |

Les équipes gagnantes jouent les play-offs I ; les équipes vaincues jouent les play-offs II.

### Play-offs I
| Belgique - Estonie - 3 : 2 Grenslandhallen - Ethias Arena, Hasselt, Belgique 24 - 25 avril, Terre (int.) |                                   |                         |                |
| 1 | Kim Clijsters                     | Maret Ani               | 6-4, 6-2       |
| 1 | Yanina Wickmayer                  | Kaia Kanepi             | 6-2, 4-6, 6-1  |
| 1 | Justine Henin                     | Kaia Kanepi             | 7-66, 4-6, 3-6 |
| 1 | Yanina Wickmayer                  | Maret Ani               | 2-6, 6-1, 6-1  |
| 1 | Kirsten Flipkens Yanina Wickmayer | Maret Ani Margit Ruutel | 6-2, 4-6, 3-6  |

| Ukraine - Australie - 0 : 5 Palace of Sports "Lokomotiv", Kharkiv, Ukraine 24 - 25 avril, Terre (int.) |                                   |                                   |                |
| 2 | Alona Bondarenko                  | Anastasia Rodionova               | 6-0, 3-6, 5-7  |
| 2 | Mariya Koryttseva                 | Samantha Stosur                   | 3-6, 0-6       |
| 2 | Lyudmyla Kichenok                 | Samantha Stosur                   | 6-74, 3-6      |
| 2 | Mariya Koryttseva                 | Alicia Molik                      | 6-2, 2-6, 5-7  |
| 2 | Lyudmyla Kichenok Nadiia Kichenok | Anastasia Rodionova Rennae Stubbs | 2-6, 7-62, 1-6 |

| Allemagne - France - 2 : 3 Frankfurter TC 1914 Palmengarten, Francfort, Allemagne 24 - 25 avril, Terre (ext.) |                                  |                         |               |
| 3 | Andrea Petkovic                  | Pauline Parmentier      | 6-3, 6-2      |
| 3 | Tatjana Malek                    | Aravane Rezaï           | 6-2, 3-6, 0-6 |
| 3 | Andrea Petkovic                  | Aravane Rezaï           | 6-1, 7-62     |
| 3 | Julia Görges                     | Pauline Parmentier      | 6-74, 4-6     |
| 3 | Kristina Barrois Andrea Petkovic | Julie Coin Alizé Cornet | 3-6, 1-6      |

| Serbie - Slovaquie - 2 : 3 Belgrade Arena, Belgrade, Serbie 24 - 25 avril, Terre (int.) |                                   |                                         |           |
| 4                                                                                       | Jelena Janković                   | Magdaléna Rybáriková                    | 7-65, 6-3 |
| 4                                                                                       | Bojana Jovanovski                 | Daniela Hantuchová                      | 2-6, 2-6  |
| 4                                                                                       | Jelena Janković                   | Daniela Hantuchová                      | 6-72, 5-7 |
| 4                                                                                       | Bojana Jovanovski                 | Magdaléna Rybáriková                    | 6-1, 7-64 |
| 4                                                                                       | Jelena Janković Bojana Jovanovski | Daniela Hantuchová Magdaléna Rybáriková | 4-6, 3-6  |

- Les équipes gagnantes, Belgique, Australie, France et Slovaquie évolueront dans le groupe mondial en 2011.
- Les équipes vaincues, Estonie, Ukraine, Allemagne et Serbie sont reléguées dans le groupe mondial II.

### Play-offs II
| Pologne - Espagne - 1 : 4 Sopot Tennis Club, Sopot, Pologne 24 - 25 avril, Moquette (int.) |                              |                                |           |
| 1                                                                                          | Agnieszka Radwańska          | Carla Suárez Navarro           | 6-3, 6-1  |
| 1                                                                                          | Marta Domachowska            | María José Martínez            | 6-74, 2-6 |
| 1                                                                                          | Agnieszka Radwańska          | María José Martínez            | 3-6, 4-6  |
| 1                                                                                          | Marta Domachowska            | Carla Suárez Navarro           | 3-6, 2-6  |
| 1                                                                                          | Klaudia Jans Alicja Rosolska | Nuria Llagostera Arantxa Parra | 2-6, 4-6  |

| Suède - Chine - 3 : 2 Idrottens Hus, Helsingborg, Suède 25 - 26 avril, Dur (int.) |                                |                         |                |
| 2                                                                                 | Johanna Larsson                | Peng Shuai              | 6-2, 6-4       |
| 2                                                                                 | Sofia Arvidsson                | Zhang Shuai             | 6-4, 6-3       |
| 2                                                                                 | Sofia Arvidsson                | Peng Shuai              | 7-64, 1-6, 6-8 |
| 2                                                                                 | Johanna Larsson                | Zhang Shuai             | 2-6, 6-2, 6-3  |
| 2                                                                                 | Ellen Allgurin Johanna Larsson | Han Xinyun Zhou Yi-Miao | 3-6, 2-6       |

| Canada - Argentine - 5 : 0 Uniprix Stadium, Montréal, Canada 24 - 25 avril, Moquette (int.) |                                    |                                |                |
| 3                                                                                           | Aleksandra Wozniak                 | Paula Ormaechea                | 6-4, 6-2       |
| 3                                                                                           | Valérie Tétreault                  | Jorgelina Cravero              | 6-4, 6-3       |
| 3                                                                                           | Aleksandra Wozniak                 | Jorgelina Cravero              | 6-4, 6-4       |
| 3                                                                                           | Valérie Tétreault                  | Paula Ormaechea                | 6-76, 6-1, 6-1 |
| 3                                                                                           | Sharon Fichman Marie-Ève Pelletier | Jorgelina Cravero Aranza Salut | 6-4, 6-2       |

| Slovénie - Japon - 4 : 1 Ljudski vrt, Dvorana Lukna, Maribor, Slovénie 24 - 25 avril, Terre (int.) |                                  |                           |                |
| 4                                                                                                  | Katarina Srebotnik               | Kimiko Date-Krumm         | 7-5, 6-1       |
| 4                                                                                                  | Polona Hercog                    | Ayumi Morita              | 3-6, 6-1, 6-3  |
| 4                                                                                                  | Polona Hercog                    | Kimiko Date-Krumm         | 4-6, 2-6       |
| 4                                                                                                  | Katarina Srebotnik               | Ayumi Morita              | 6-1, 6-4       |
| 4                                                                                                  | Tadeja Majerič Maša Zec Peškirič | Rika Fujiwara Yurika Sema | 6-4, 6-71, 6-3 |

- Les équipes gagnantes, Espagne, Canada, Slovénie et Suède, sont qualifiées pour le groupe mondial II de la Fed Cup 2011.
- Les équipes battues, Pologne, Argentine, Japon et Chine, sont reléguées dans leurs groupes de zone respectifs.